# Астахов, Дмитрий Евгеньевич
Дми́трий Евге́ньевич Аста́хов (22 ноября 1932 — 23 ноября 2006) — испытатель космической техники, лауреат Ленинской премии.
В 1956 г. окончил факультет тепловых и гидравлических машин МВТУ им. Н. Э. Баумана, инженер-механик.
С 1960 по 2006 г. работал в ЖРД НПО Энергомаш им.академика В. П. Глушко, с 1969 г. ведущий конструктор — начальник отдела лётных испытаний.
С 1960 г. участвовал в стендовых испытаниях двигателей в составе ступеней ракет Р-12, Р-14, Р-16, Р-36, в летных испытаниях ракет P-14, P-16, 8К66, «Протон», 15А18, «Зенит», «Энергия», «Атлас III» и «Атлас V», «Зенит 3SL».
Ленинская премия 1990 года — за большой вклад в отработку двигателей РД-170 и РД-171 для РН «Энергия» и РН «Зенит». Заслуженный испытатель космической техники СССР. Награждён орденом «Знак Почёта».